# Les XIII
Ne doit pas être confondu avec Les Treize ou Groupe des Treize.
Les XIII ou Cercle des XIII (en néerlandais : De XIII), est une association qui rassemble à la fin du XIXe siècle des artistes peintres résidant à Anvers.

## Histoire
Le Cercle des XIII est fondé à Anvers au début février 1891 et poursuit des objectifs semblables à ceux du groupe des XX de Bruxelles. Les XIII sont constitués par des dissidents du groupe anversois Als ik Kan.

### Membres fondateurs
Le cercle est fondé par douze artistes : Émile Claus (qui habitait encore Anvers), Edouard De Jans, Henri De Smeth, Edgard Farasyn, Frans Hens, Romain Looymans, Henry Luyten, Charles Mertens, Leo van Aken, Louis van Engelen, Piet Verhaert et Théodore Verstraete,. Quelques mois après la fondation, Léon Abry rejoint le groupe, puis, c'est Evert Larock qui accepte de devenir membre en 1892,.

### Les Salons
Le cercle subsiste jusqu'en 1899, et organise, dans l'ancien musée de peinture à Anvers, quatre salons au cours de son existence : en 1891, 1892, 1893 et 1895. Adoptant le modèle du Groupe des XX, un tirage au sort a lieu afin de regrouper les œuvres des membres. Des artistes réputés, belges et européens, sont également invités aux expositions.

#### Premier Salon (1891)
Le premier Salon ouvre ses portes le 28 février 1891, dans l'ancien musée de peinture à Anvers. Parmi les invités belges figurent Albert Baertsoen, Hubert Bellis, François Binjé, Aloïs Boudry, André Collin, Maurice Hagemans, Adriaan Joseph Heymans, Fernand Khnopff, Constantin Meunier, Isidore Meyers, Louis Pion, Henry Rul, Jan Stobbaerts, Alexandre Struys, Gustave Vanaise et Guillaume Van Strydonck.
Les artistes européens sont représentés par Max Liebermann et Fritz von Uhde (Allemagne), Émile Barau, George Desvallières et Julie Delance-Feurgard (France) et par Matthijs Maris et Hendrik Willem Mesdag (Pays-Bas),.

#### Second Salon (1892)
Le second Salon a lieu du 6 février au 28 février 1892 et présente 172 œuvres. De nouveaux invités exposent : les peintres Alexandre Marcette, Jean-Baptiste Degreef, Omer Dierickx, Jozef Horenbant, Xavier Mellery, Constant Montald, Carolus Tremerie, Eugène Van Gelder et Alfred Verwée, de même que les sculpteurs : Guillaume Charlier, Guillaume De Groot, Paul De Vigne et Julien Dillens. Huit artistes français sont présents, dont : Albert Besnard, René Billotte, Eugène Carrière, Georges Costeau, Pierre Georges Jeanniot, Jules-Alexis Muenier et Alfred Roll. Jozef Israëls et Albert Neuhuys représentent les Pays-Bas, Hans Herrmann et Fritz von Uhde l'Allemagne, Carl Larsson, Allan Österlind la Suède, Frits Thaulow la Norvège, Henry Moore et James Guthrie la Grande-Bretagne.

#### Troisième Salon (1893)
Le troisième Salon ouvre ses portes le 11 février 1893 et propose une centaine de toiles. Les exposants belges invités sont Albert Baertsoen, François Binjé, Gustave Den Duyts, Victor Gilsoul, Maurice Hagemans, Herman Richir et Jan Stobbaerts. Les artistes étrangers participant pour la première fois sont : Alfred Sisley (France), Marcus Grønvold (Norvège), Gebhard Fugel et Gotthardt Kuehl (Allemagne), Christian Skredsvig (Norvège), David Oyens (Pays-Bas), aux côtés de Hendrik Willem Mesdag, Alfred Roll, Fritz von Uhde, ayant déjà exposé auparavant.

#### Quatrième Salon (1895)
Le quatrième Salon se tient du 30 novembre au 15 décembre 1895 dans trois salles de l'ancien musée de peinture à Anvers. Tous les membres exposent leurs œuvres. Le cercle a invité plusieurs artistes belges et étrangers,. Albert Baertsoen, Richard Baseleer, Jean Delvin, Léon Frédéric, Alexandre Marcette, Francis Nys, Frans Van Leemputten et Alfred Verwée représentant les artistes belges,.
Les artistes européens exposant sont : les Français Adolphe Binet, Jean-Paul Laurens, Joseph Paul Meslé et Léon Simon, les Néerlandais George Hendrik Breitner et Bernard Koldeweij, les Anglo-saxons James Guthrie, Thomas Alexander Harrison, Harry Johnston, V R Murray, Douglas Robinson, et William Stott of Oldham, les Allemands Friedrich Kallmorgen, Max Liebermann, de même que Peder Severin Krøyer (Danemark), Frits Thaulow (Norvège) et Anders Zorn (Suède).